# Hammondville
Hammondville és una població dels Estats Units a l'estat d'Alabama. Segons el cens del 2000 tenia 486 habitants.

## Demografia
Segons el cens del 2000, Hammondville tenia 486 habitants, 193 habitatges, i 150 famílies. La densitat de població era de 38,2 habitants/km².
Dels 193 habitatges en un 34,7% hi vivien nens de menys de 18 anys, en un 62,7% hi vivien parelles casades, en un 10,9% dones solteres, i en un 21,8% no eren unitats familiars. En el 18,1% dels habitatges hi vivien persones soles el 9,3% de les quals corresponia a persones de 65 anys o més que vivien soles. El nombre mitjà de persones vivint en cada habitatge era de 2,52 i el nombre mitjà de persones que vivien en cada família era de 2,83.
Per edats la població es repartia de la següent manera: un 25,7% tenia menys de 18 anys, un 6,4% entre 18 i 24, un 28,6% entre 25 i 44, un 25,5% de 45 a 60 i un 13,8% 65 anys o més.
L'edat mediana era de 39 anys. Per cada 100 dones hi havia 98,4 homes. Per cada 100 dones de 18 o més anys hi havia 92 homes.
La renda mediana per habitatge era de 33.056 $ i la renda mediana per família de 34.500 $. Els homes tenien una renda mediana de 33.542 $ mentre que les dones 17.045 $. La renda per capita de la població era de 20.582 $. Aproximadament el 8% de les famílies i el 10,7% de la població estaven per davall del llindar de pobresa.

## Poblacions més properes
El següent diagrama mostra les poblacions més properes.